# 澤爾卡利諾耶湖 (阿爾泰邊疆區)
52°30′32″N 81°51′12″E / 52.50889°N 81.85333°E
澤爾卡利諾耶湖（俄语：Зеркальное），是俄羅斯的湖泊，位於該國南部，由阿爾泰邊疆區負責管轄，長11.7公里、寬2.4公里，面積18.54平方公里，平均水深1.7米，最大水深8米。